# Kleiner Leuchtkäfer

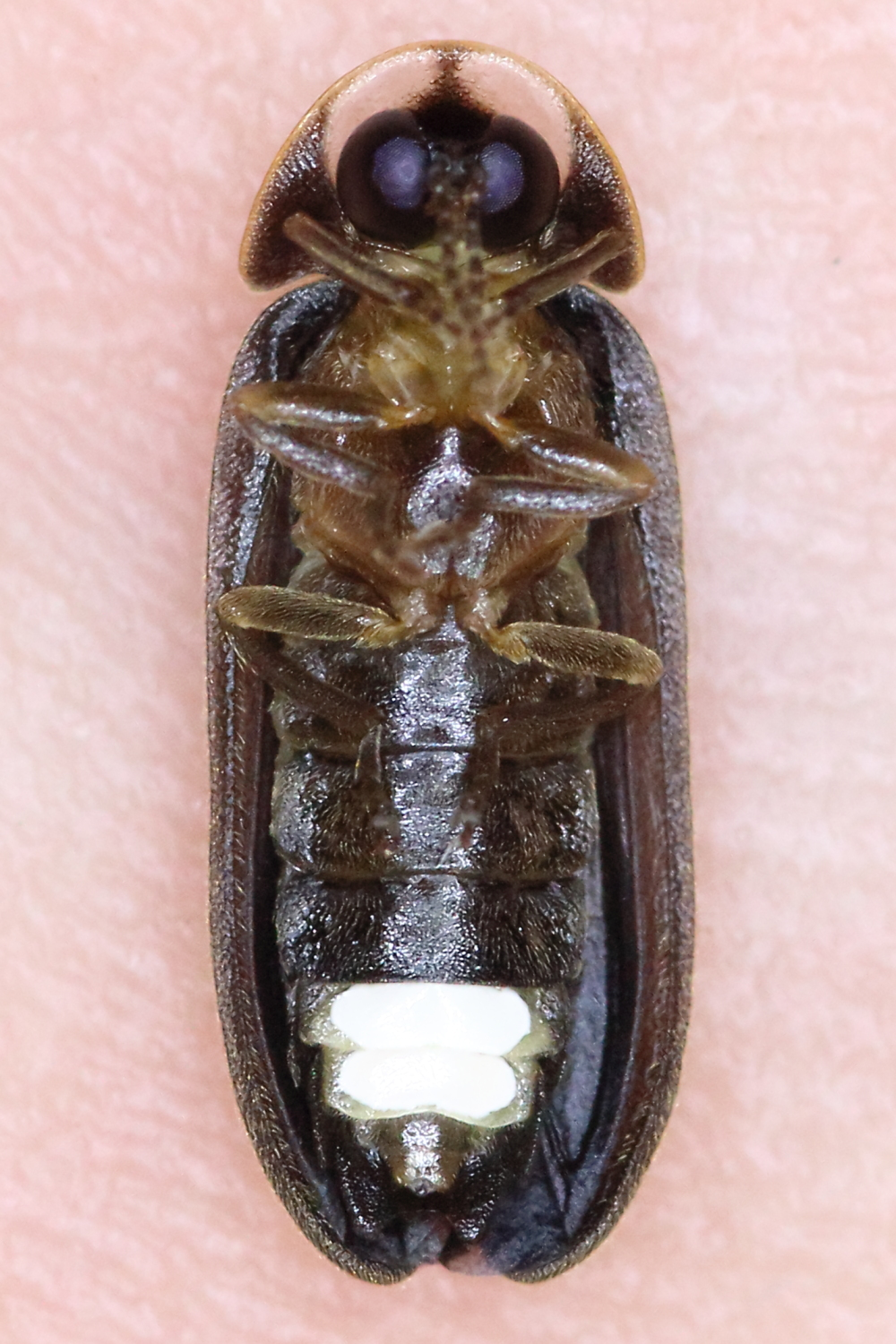
Unterseite des Männchens mit cremefarbenen Leuchtorganen

Der Kleine Leuchtkäfer, das Glühwürmchen oder Johanniswürmchen (Lamprohiza splendidula) ist eine Käferart der Familie der Leuchtkäfer  (Lampyridae).

## Beschreibung
Die Käfer werden 8 bis 10 Millimeter (Männchen) bzw. 10 Millimeter (Weibchen) lang. Auf dem Halsschild, das den Kopf überragt, haben sie zwei große, transparente Fensterflecken, durch welche die dunklen Komplexaugen scheinen. Die Männchen haben Ähnlichkeit mit dem Großen Leuchtkäfer (Lampyris noctiluca), dessen Halsschild jedoch keine Fensterflecken aufweist. Männchen und Weibchen von Lamprohiza splendidula lassen sich leicht voneinander unterscheiden: Das Weibchen hat nur extrem kurze Flügelstummel, so dass die Hinterleibssegmentierung sichtbar wird und es daher einer Larve ähnlich sieht. Der Körper der Weibchen ist cremefarben und durchscheinend, so dass einige Organe durchschimmern. Diese Transparenz des Körpers ermöglicht das Durchscheinen des Lichtes von der Körperunterseite, wo sich die Leuchtorgane befinden. So kann das Licht der flugunfähigen, am Boden lebenden Weibchen abends die Männchen anlocken. Der deutsche Name Glühwürmchen geht auf die larvenähnliche Gestalt und das Leuchtvermögen der Weibchen zurück.
Die Männchen besitzen voll ausgebildete und funktionsfähige Flügel. Ihr Körper ist seitlich stark abgeflacht, Halsschild und Vorderflügel sind grauschwarz. Sie stehen an den Seiten des Körpers ab und verdecken so am Tag die Beine. Im Gegensatz zu den Weibchen besitzen die Männchen nur zwei Leuchtorgane auf der Bauchseite des Hinterleibs, die durch ihre cremefarbene Färbung auffallen. Die Männchen des Kleinen Leuchtkäfers sind in Deutschland die einzigen nachtaktiven Tiere, die fliegen und leuchten können.
Auch Eier, Larven und Puppen besitzen Leuchtorgane.

## Lebensraum
Glühwürmchen kommen im gemäßigten Europa vor. Ihre nördliche Verbreitungsgrenze wird in Mitteleuropa in Schleswig-Holstein erreicht. Man findet Glühwürmchen auf Wiesen, in Gärten und Parkanlagen. Zur Schwärmzeit der Käfer, in warmen Sommernächten im Juni und Juli, sieht man sie noch in einigen Gegenden häufig. In Sachsen wurden bei der öffentlichen Suchaktion Wo tanzt das Glühwürmchen? von 2007 bis 2009 in einigen Auwäldern mehrere Tausend Männchen an einem einzigen Abend gezählt. Auwälder wurden damit als der ideale Lebensraum dieses Leuchtkäfers erkannt. Außerhalb feuchter Laubwälder kommen Glühwürmchen regelmäßig, aber in geringer Anzahl vor.

## Lebensweise
Laut Schwalb (1961) hat der Kleine Leuchtkäfer einen dreijährigen Lebenszyklus.
Die Larven schlüpfen etwa 35 Tage nach der Eiablage. 34 Monate später verpuppen sie sich und nach einer Ruhephase von 7 Tagen schlüpfen die Käfer. Die Lebensdauer der männlichen Tiere beträgt 5 bis 7 Tage, die der weiblichen Tiere 7 bis 10 Tage.
Die erwachsenen Tiere (= Käfer) fliegen von Mitte Mai bis Ende Juli, überwiegend jedoch in der dritten Junidekade. Das gehäufte Auftreten um den Johannistag gab dieser Käferart auch den deutschen Beinamen Johanniswürmchen.
Die Männchen beginnen mit Einbruch der Dunkelheit zu fliegen und zu leuchten. Ihre ventralen Leuchtorgane senden das Licht nach unten aus und stimulieren so die Weibchen, ihrerseits zu leuchten. Hat ein Männchen auf diese Weise ein Weibchen entdeckt, fliegt es senkrecht zum Weibchen hinab. Paarung und Eiablage geschehen am Boden. Beide Partner sterben nur wenige Tage nach der Paarung und Eiablage.
Die Larven fressen Schnecken (kleine Nackt- und Gehäuseschnecken), deren Schleimspur verfolgt wird.
Adulte Tiere (also die Käfer) nehmen keine Nahrung, wohl aber Wasser auf. Sie leben von den Fettreserven, die sie während der dreijährigen Larvalentwicklung angelegt haben.

## Bildergalerie

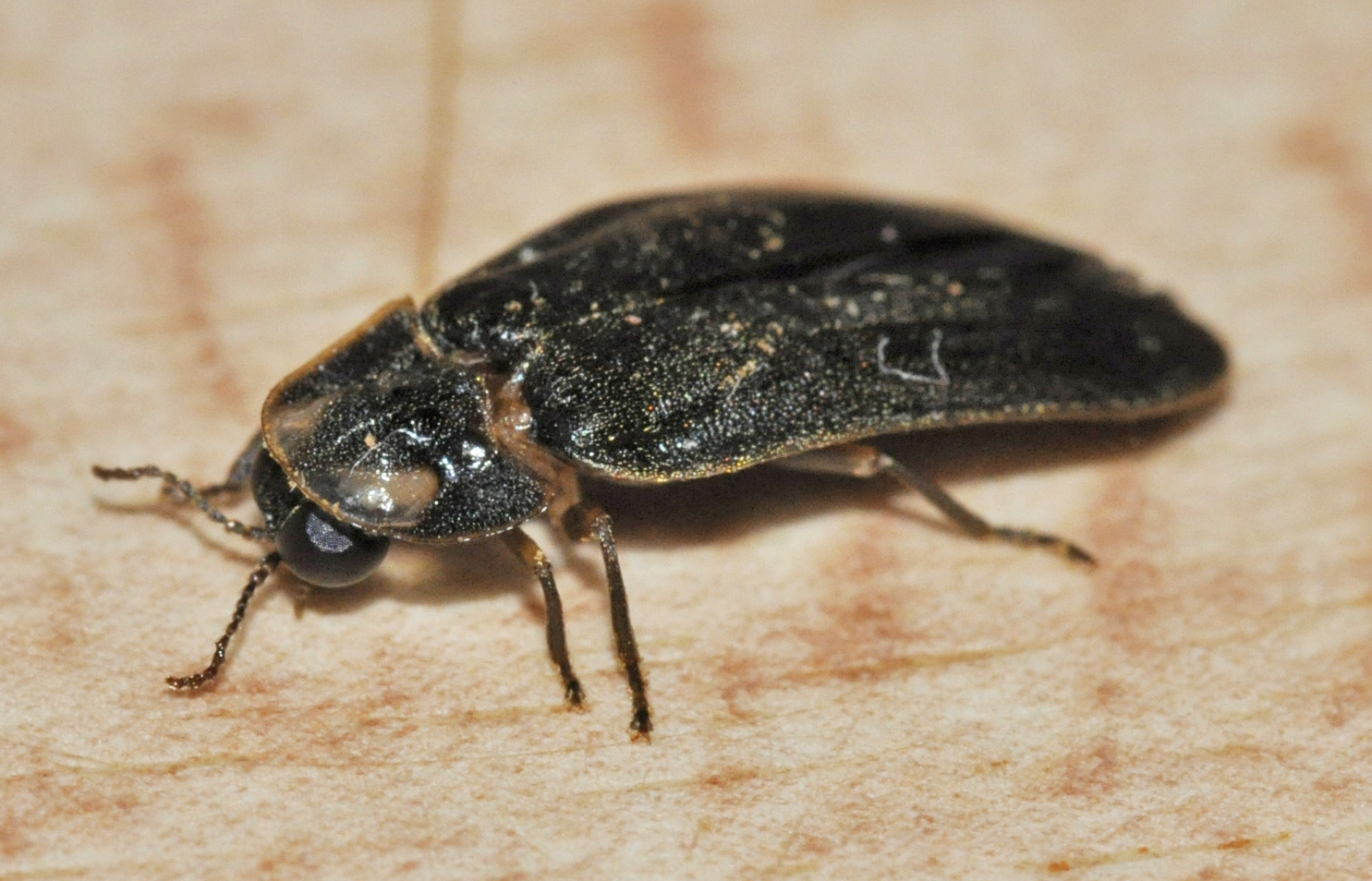
Männchen
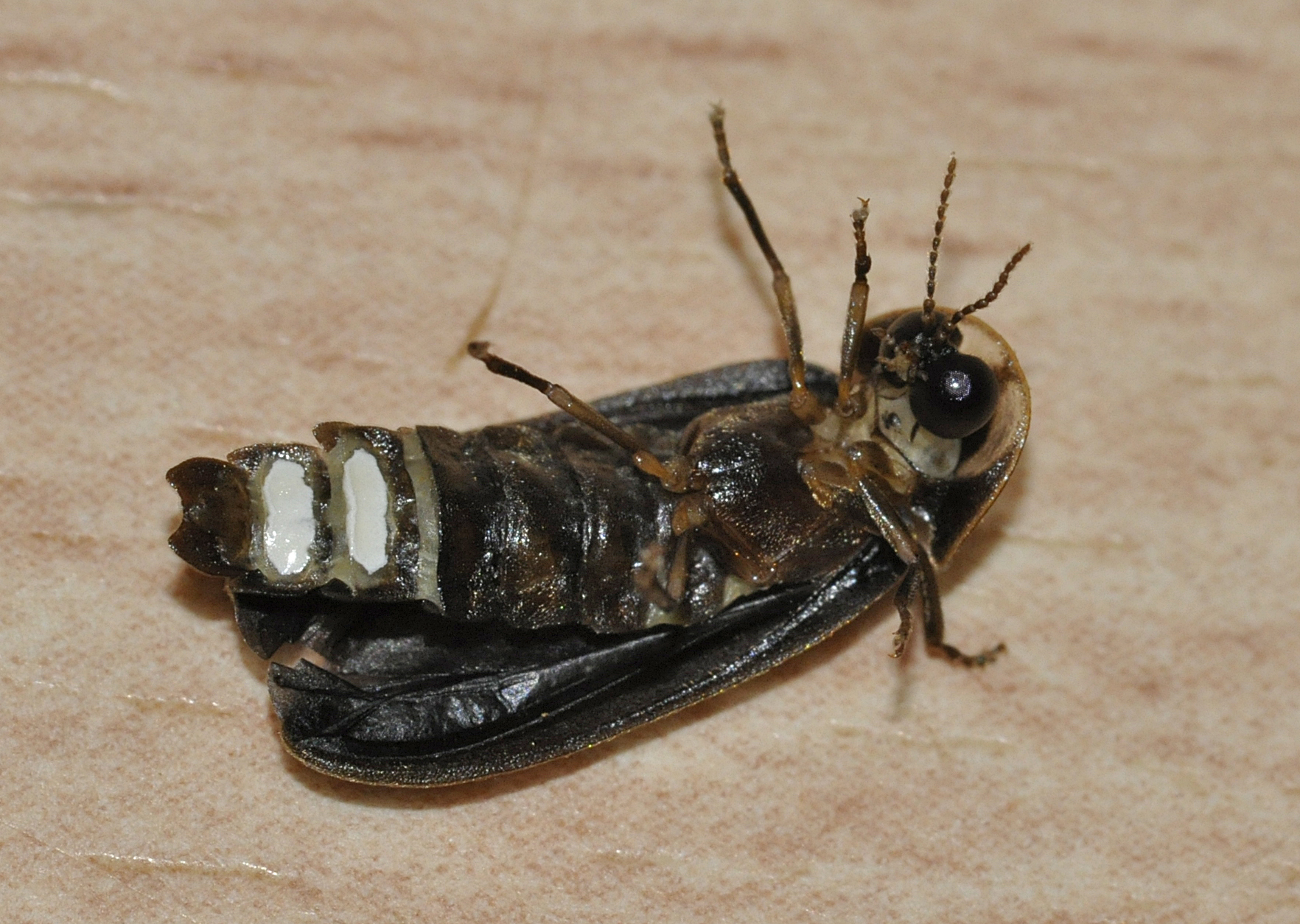
Männchen von unten
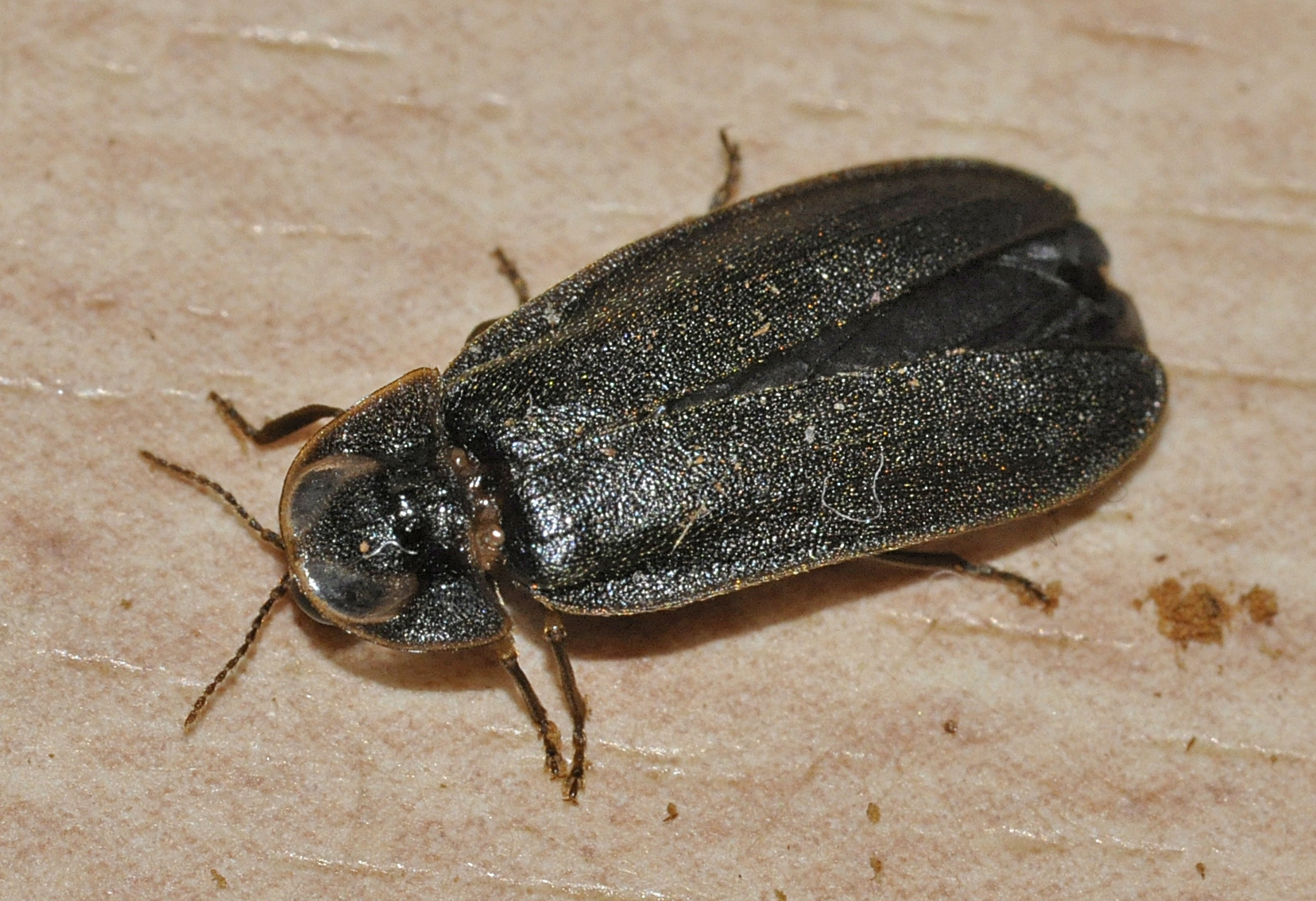
Männchen von oben
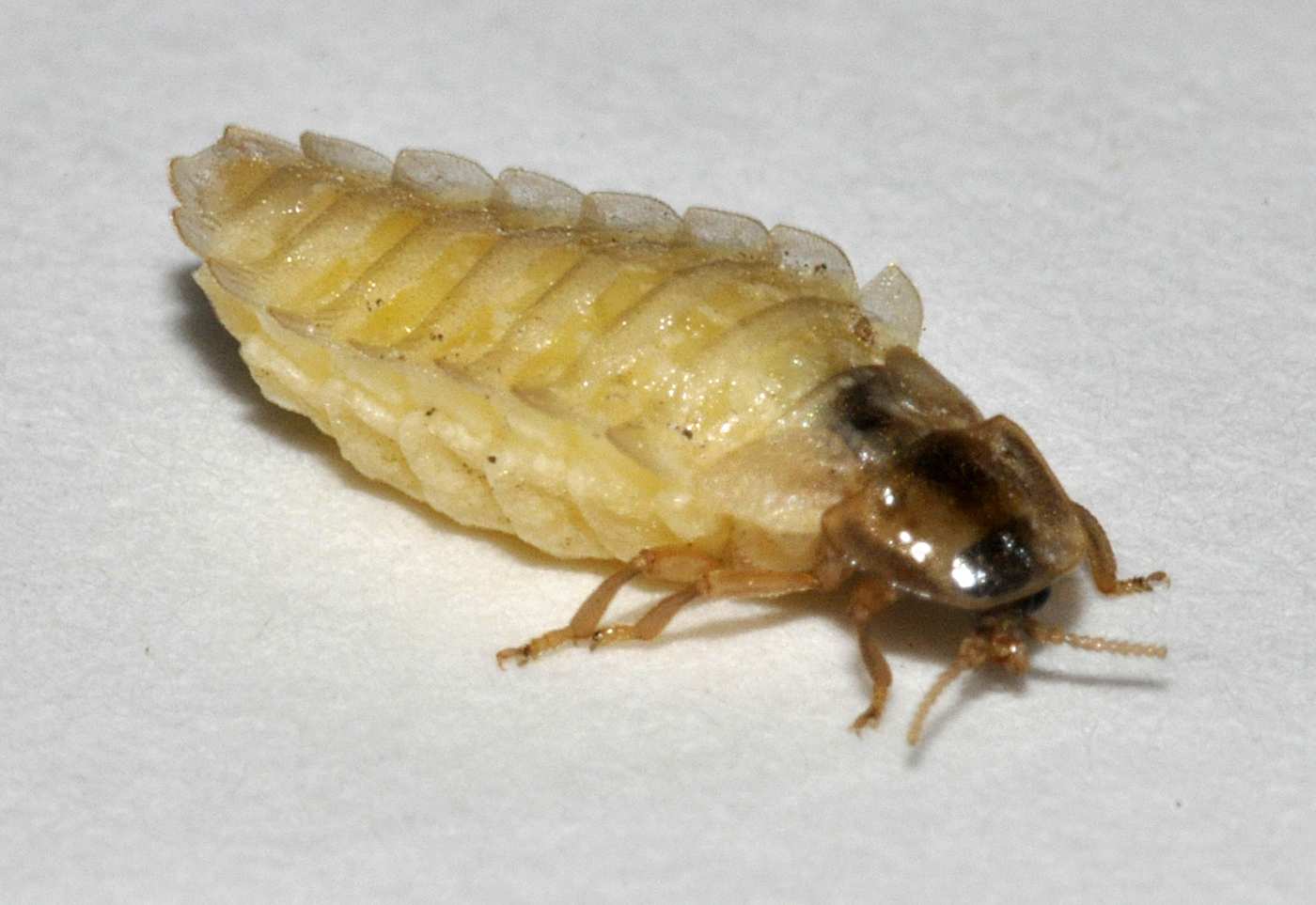
Weibchen
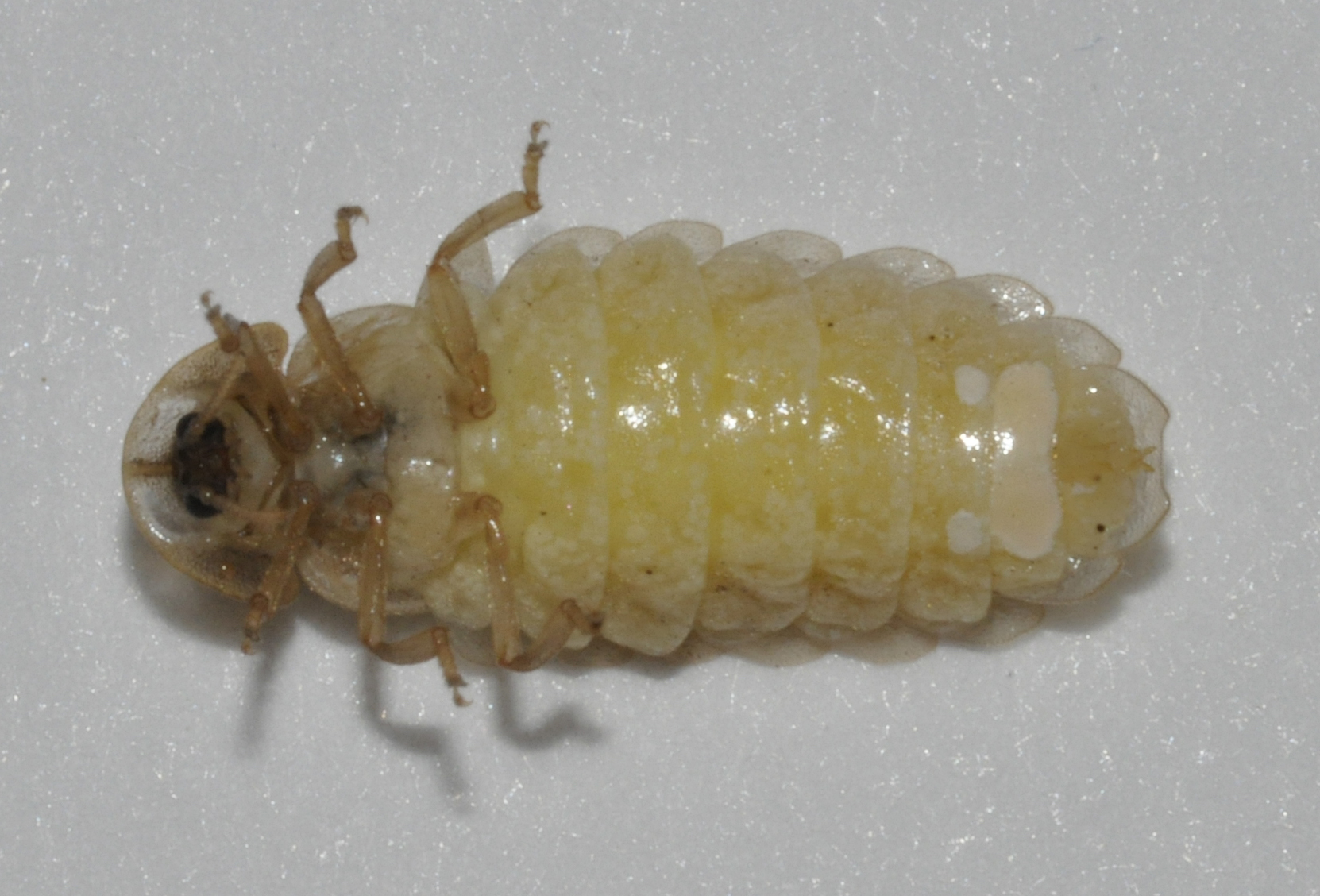
Weibchen von unten
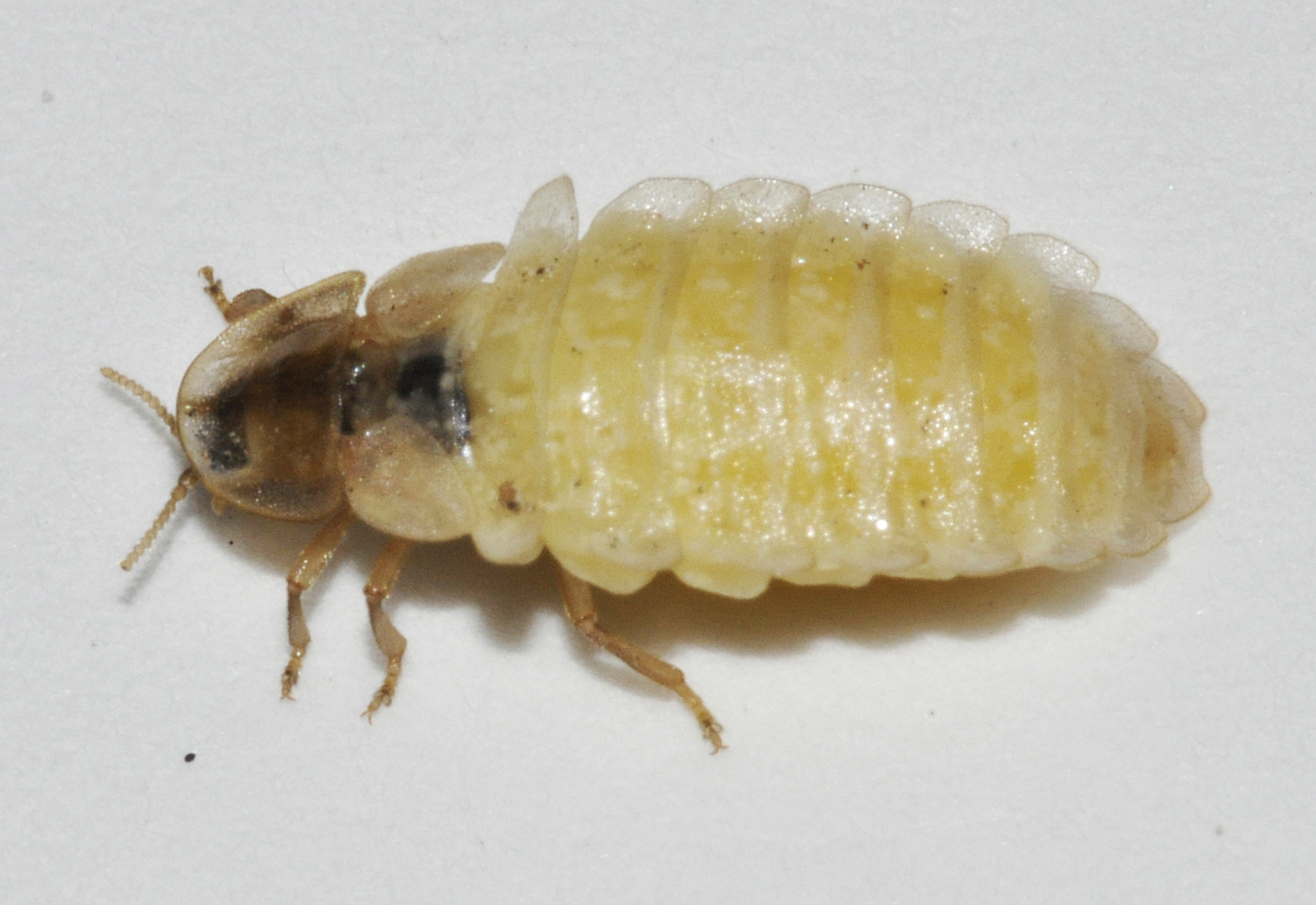
Weibchen von oben
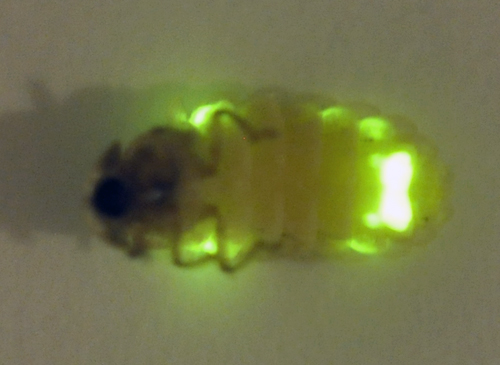
Weibchen von unten, ohne Blitz
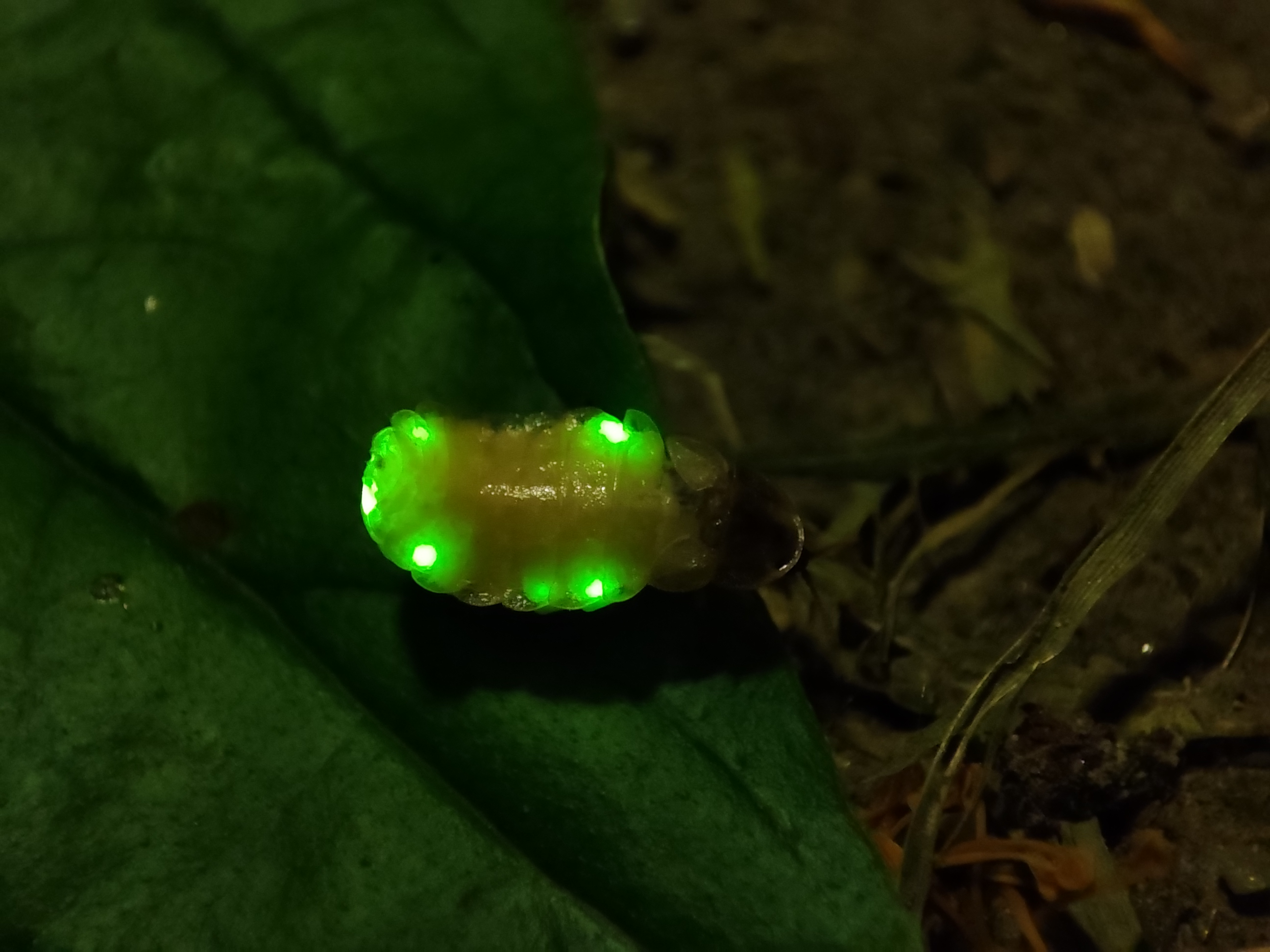
Weibchen von oben, ohne Blitz
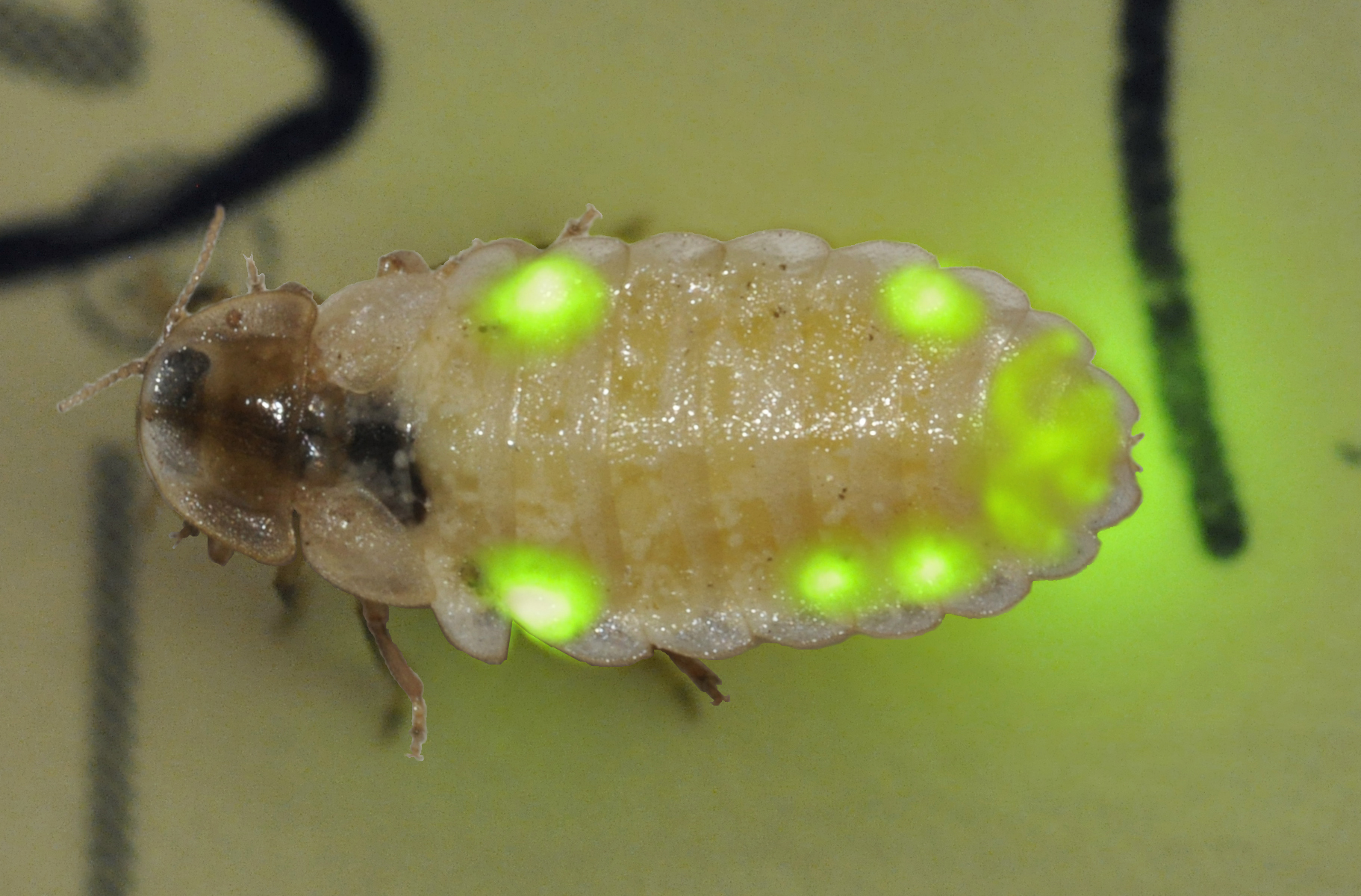
Weibchen von oben, Fotomontage